# Касасола, Тьяго
Тьяго Матиас Касасола (исп. Tiago Matías Casasola; 11 августа 1995) — аргентинский футболист, защитник итальянского клуба «Катания».

## Карьера

### Клубная
Тьяго начал заниматься футболом в клубе «Уракан». В 2012 году он присоединился к юношеской команде «Бока Хуниорс». Спустя два года защитник перешёл в лондонский «Фулхэм», подписав трёхлетний контракт с возможностью продления ещё на один год.
Однако, проведя один сезон в Англии, Касасола переехал в Италию, заключив соглашение в «Ромой». 5 сентября 2015 года Тьяго был отдан в годичную аренду в «Комо», выступающий в Серии B.
19 сентября 2015 года Касасола провёл дебютный матч в новом клубе против «Виченцы».

### С сборной
В начале 2015 года Тьягу в составе молодёжной сборной Аргентины стал победителем Чемпионата Южной Америки, проходившего в Уругвае. Защитник принял участие в трёх матчах своей команды.
Сборная Аргентины получила право сыграть на молодёжном чемпионате мира в новой Зеландии. Тьяго был включён в заявку своей команды и принял участие в 2 играх группового этапа первенства.

## Достижения
Аргентина (до 20)
- Победитель молодёжного чемпионата Южной Америки (1): 2015